# Народно читалище „Пчелин – 1895“
Народно читалище „Пчелин – 1895“  е действащо читалище.

## Дейности
Организиране и участие в празници, фестивали, събори, изложби, творчески вечери, граждански инициативи, спортни занимания и 
реализиране на социални контакти между хората от селото.

## Честване на следните празници
Отбелязване на 169 години от рождението на Христо Ботев
- Бабин ден
- 144 години от гибелта на В.Левски
- 3-ти март
- 8-ми март
- Участие във Великденския събор
- 24-ти май
- 1-ви юни
- 2-ри юни
- 150 години от рождението на  Стефан Пенчов Грънчаров – учител  и директор на училището в с. Караш
- 180 години от рождението на Апостола
- Илинден – курбан на селото
- 6-ти септември
- Събор-среща на Карашени
- 1-ви октомври
- 1-ви ноември
- Коледа и Нова година
- Рождени и именни дни
- Всяка събота, съвместно с пенсионерския клуб – срещи на кафе, беседи и разговори на различни теми, забавления.